# زمین‌لرزه ۱۳۸۹ فهرج
زمین‌لرزه فهرج یا زمین‌لرزه حسین‌آباد در تاریخ ۲۰ دسامبر ۲۰۱۰ میلادی، برابر با ‎۲۹ آذر ۱۳۸۹، ساعت ۱۸:۴۱:۵۹٫۰ به زمان یوتی‌سی و در ساعت ۲۲:۱۲ به وقت محلی در استان کرمان، شهرستان فهرج کشور ایران رخ داد. ژرفای این زلزله ۱۲٫۰ کیلومتر بود. بزرگی آن ۶٫۵ در مقیاس Mw بدست آمده‌است. تلفات این زلزله ۱۱ کشته و ۱۰۰ مجروح بود. بیست روستا در ناحیه فهرج در این زلزله ویران شدند. ۸ پس‌لرزهٔ بزرگ نیز پس از این زمین‌لرزه در این منطقه اتفاق افتاد.
پروژهٔ جهانی تنسور گشتاور مرکزوار پارامتر زمان مرکزوار زمین‌لرزه را با اختلاف ۷٫۳ ثانیه نسبت به زمان رخداد اشاره شده در بالا و مختصات مرکزوار را در ۲۸°۰۶′شمالی ۵۹°۰۷′شرقی / ۲۸٫۱۰°شمالی ۵۹٫۱۱°شرقی محاسبه کرد و همچنین، ژرفا در ۱۴٫۸ کیلومتر بدست آمده‌است. در این محاسبات زاویه‌های (راستا، شیب، ریک) گسل سازندهٔ زمین‌لرزه و صفحه عمود بر آن برابر با (°۳۶، °۸۷، ° ۱۸۰) یا (°۱۲۶، °۹۰، ° ۳) حاصل شده‌است.